# 霹雳-8
霹雳-8近距空空导弹是中国研制，由西安东方机械厂大批生产，主要装备中国空军歼10、歼11和成飞研制的外贸型枭龙战机。仿制自以色列怪蛇3空对空导弹，在实战中作用相当于AIM9M、R-73。最小射程500米，最大射程15000米。
1980年代初以八号工程立項，西安东方机械厂主導，主要參考以色列怪蛇3近距飛彈，增強殲七、殲八的空戰能力以彌補對抗西方先進一代以上的戰機，飛彈以操作简单、维护简易獲得好評。1991年3月举行的新加坡亚洲防务展上由霹雳-8H和715- I双管37毫米高炮组成的弹炮合一防空系统是霹雳-8首次公開亮相，但卻是以地對空面貌出現，其不可逃逸區略勝於美國響尾蛇AIM-9L。
最終量產構型為以下四種：
- PL-8: 以色列提供部分原裝零件組裝
- PL-8A: 以色列授權生產
- PL-8B: 中國全100%國產化
- PL-8H: 海對空艦用防空版，有10公斤彈頭

## 外部連結
- PL-8